# Marie Cazin
Marie Cazin, geboren als Marie Clarisse Marguerite Guillet (Paimbœuf, 19 september 1844 - Équihen-Plage, 18 maart 1924), was een Franse schilderes en beeldhouwster.

## Biografie
Marie Clarisse Marguerite Guillet werd op 19 september 1844 geboren in Paimboeuf als dochter van de schilder Louis Claude Aristide Guillet en Clarisse Marie Brault. Ze studeerde aan de École Gratuite de Dessin pour les Jeunes Filles in Parijs waar ze een leerling was van Juliette Bonheur, de zus van Rosa Bonheur, en van Jean-Charles Cazin, met wie ze in 1868 trouwde. Door haar huwelijk met een bekende kunstenaar kreeg ze toegang tot de Salons en contacten met critici en mecenassen. Uit het huwelijk werd een zoon geboren, de graveur Michel Cazin. Tijdens de Eerste Wereldoorlog had ze een studio in het Quartier Latin in Parijs voordat ze zich terugtrok in Équihen-Plage. Haar zoon, Michel Cazin schilderde haar portret Parmi les souvenirs, portrait de Mme Marie Cazin, tentoongesteld op de Salon van de Société nationale des beaux-arts in 1914.
Ze overleed in 1924 op 79-jarige leeftijd in Équihen-Plage.

## Carrière
Vanaf 1876 tot 1889 exposeerde Marie Cazin op het Salon des artistes français, in de eerste plaats als schilder, voornamelijk met landschappen, dierstudies en figuren zoals Étang de Picardie (1876), Village de pêcheurs (1877), Ânes en liberté (1880) en Convalescence (1886). Daarna vanaf 1882 exposeerde ze als beeldhouwer met werken in brons, gips en gekleurde zandsteen zoals Tristesse. In 1883 presenteerde ze een levensgrote bronzen buste David. Haar bekendste werk, Les Jeunes filles, een beeldengroep in brons, werd in 1886 tentoongesteld en in 1899 door de staat aangekocht. De twee bronzen beelden werden vervolgens bewaard in Parijs in het Musée du Luxembourg. Ze beeldhouwde ook La Fortune (1883), een bronzen buste. Vanaf 1890 presenteerde ze haar werken op het Salon de la société nationale des beaux-arts waarvan ze in 1891 lid werd, een teken van erkenning van haar professionele status. Zo exposeerde ze La Science et la Charité (1893, bronzen groep) en maakte een standbeeld van Jean-Charles Cazin, (1904) en het monument La Nature, ter nagedachtenis aan haar echtgenoot, die in 1901 stierf. Een prominent thema in haar werken zijn vrouwen aan het werk.
Cazin won een gouden medaille op de Wereldtentoonstelling van 1889 in Parijs. Ze maakte deel uit van de delegatie van Franse vrouwelijke kunstenaars gepresenteerd op de World's Columbian Exposition 1893 in Chicago, verzameld in het Woman's Building.
Haar werken Les Oubliées, Mère et l'enfant en Le Berger werden opgenomen in het boek Women Painters of the World uit 1905.

## Werken (selectie)

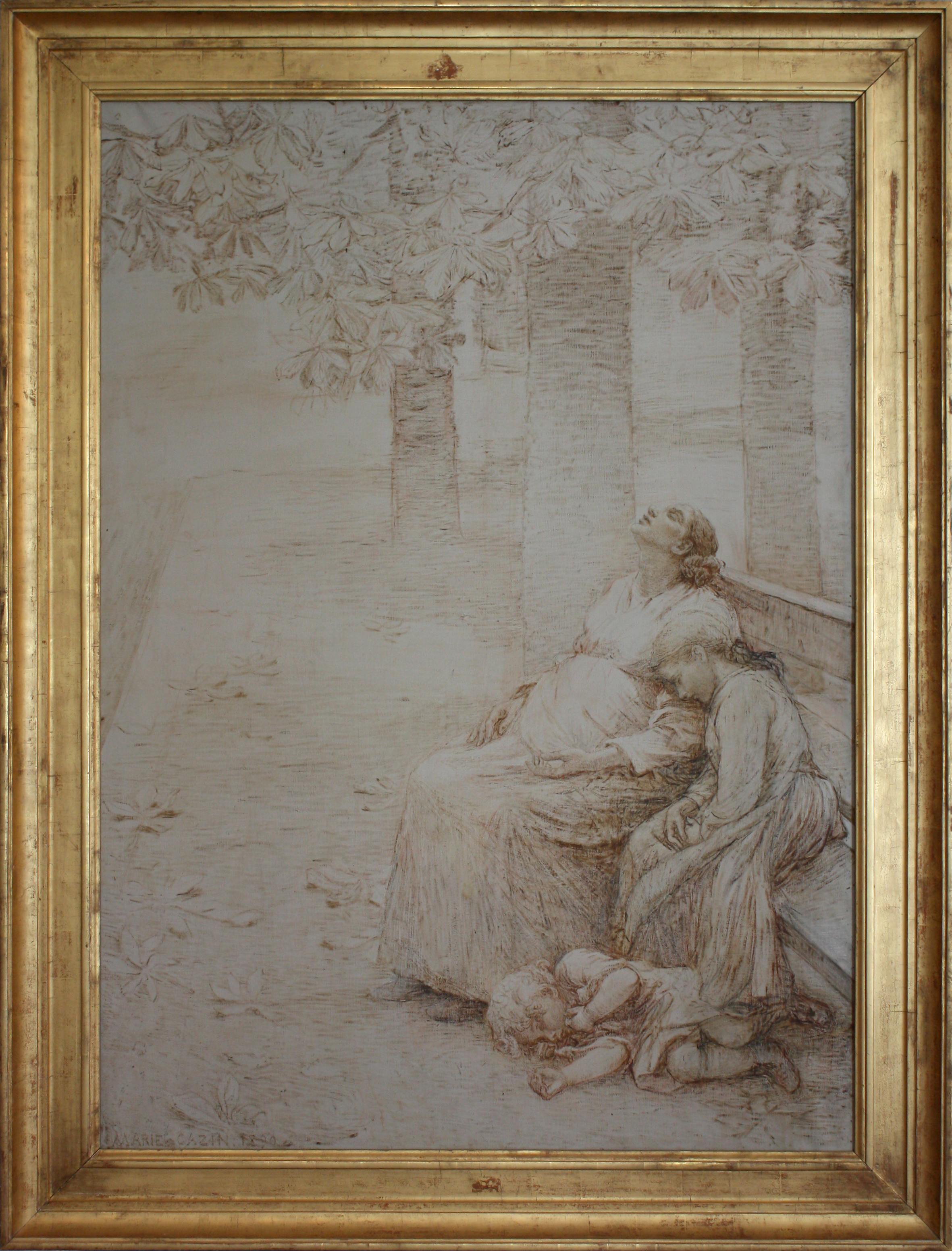
Les Oubliées, Musée des Beaux-Arts de Tours
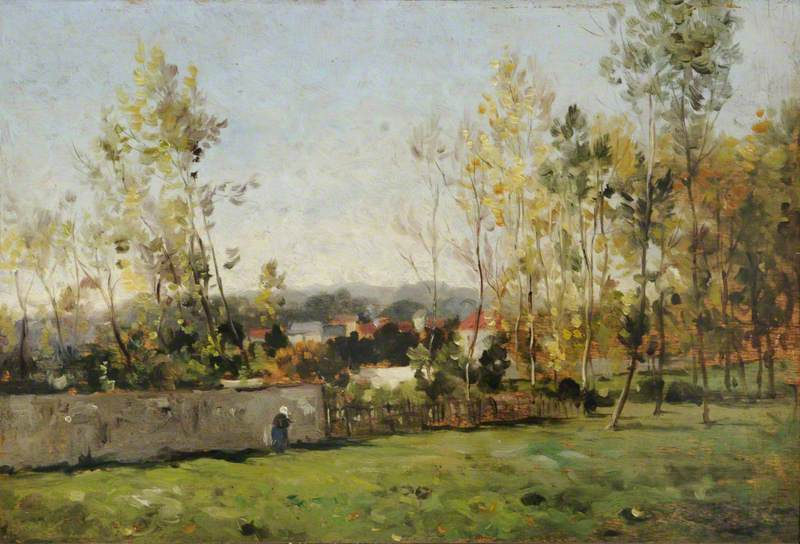
Faubourgs d’Abbeville
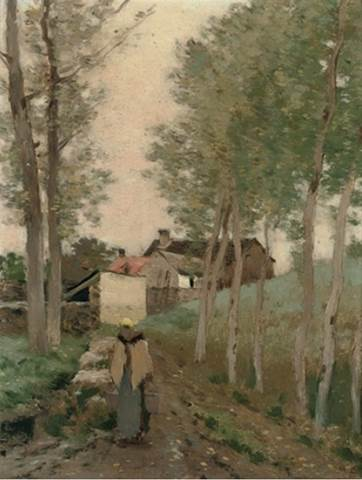
Une laitière sur le chemin du retour
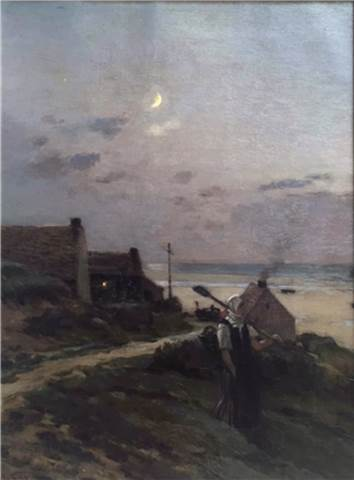
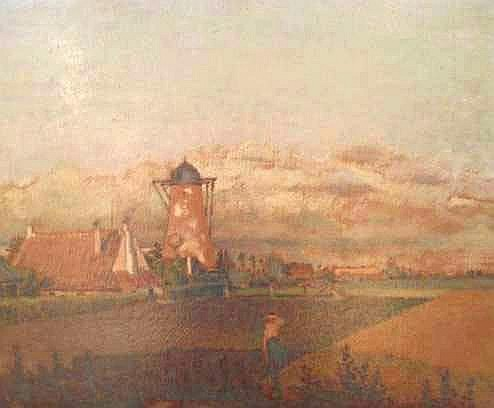
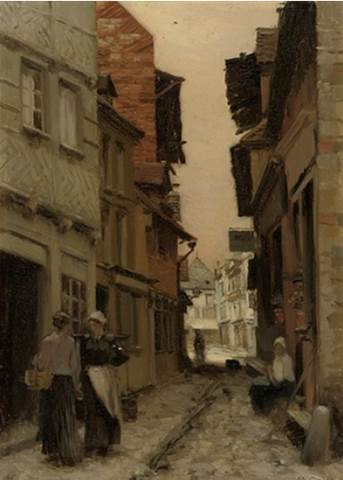

- International Standard Name Identifier: 0000 0000 7075 9195
- Réseau des bibliothèques de Suisse occidentale: 02-A003330153
- RKD-Nederlands Instituut voor Kunstgeschiedenis: 16070
- SNAC: w6t18ctz
- Système universitaire de documentation: 180760890
- Union List of Artist Names: 500101388
- Virtual International Authority File: 96432777